# Jean Marie Faircloth MacArthur

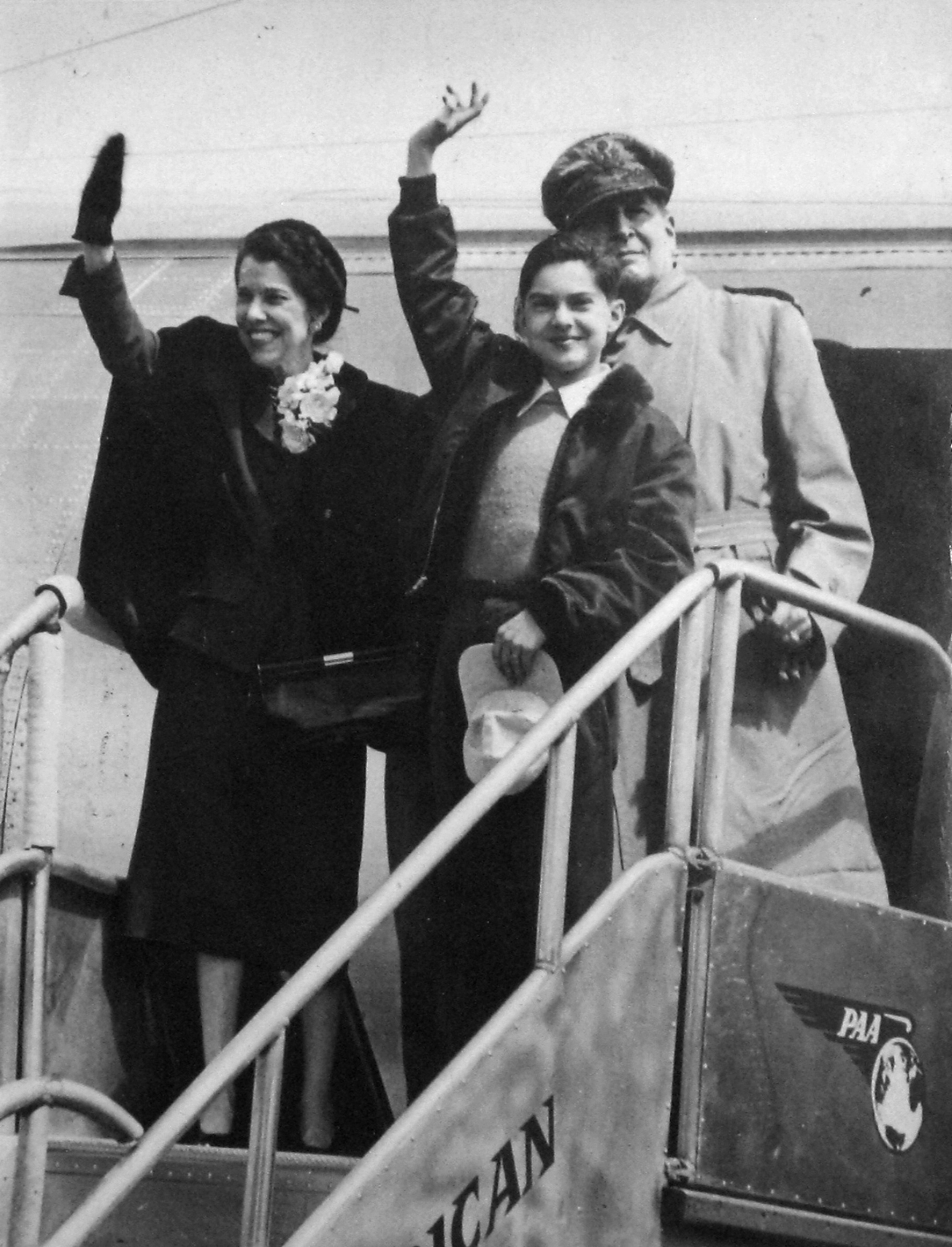
Douglas MacArthur (achteraan), Jean MacArthur en hun zoon Arthur bij terugkeer uit de Filipijnen in 1950.

Jean Marie Faircloth MacArthur (Nashville, 28 december 1898 – New York, 22 januari 2000).  Zij was de tweede echtgenote van generaal Douglas MacArthur.

## Bankier
Zij was geboren in Nashville, als dochter van de bankier Edward C. Faircloth, zelf geboren in Buffalo (New York) op 27 januari 1858. Haar ouders waren gescheiden toen Jean 8 jaar was, en zij ging wonen bij haar grootouders in Murfreesboro (Tennessee). De grootvader was zelf een kapitein bij het leger geweest. Toen haar vader overleed in 1927 liet hij haar een groot fortuin na, wat haar toeliet grote reizen te ondernemen.

## Huwelijk
Tijdens een reis in 1935 naar Manilla ontmoette zij Douglas MacArthur aan boord van een schip. Op 30 april 1937 huwt ze met hem en in 1938 wordt de zoon Arthur MacArhur IV geboren. Zij bleef aan zijn zijde tijdens de Japanse aanval op de Filipijnen en bij de aanval op het eiland Corregidor nabij Manilla. Later en op bevel van president Franklin D. Roosevelt vertrokken beiden naar Australië.

## 100 jaar
Na de oorlog gingen ze wonen in het penthouse van Waldorf-Astoria Hotel, wat ze aangeboden kregen door de eigenaar Conrad Hilton. Ze bleef er ook wonen na de dood van de generaal en was actief in tal van liefdadigheidswerken. In 1988 kreeg ze van  president Ronald Reagan de Medal of Freedom en in 1993 kreeg ze van de Filipijnse overheid de Legion of Merit.
In 2000 stierf ze in het Lenox Hill Hospital op de leeftijd van 101 jaar. Ze werd begraven naast haar echtgenoot in MacArthur Memorial Building in Norfolk (Virginia).